# Kanton Lunéville-Sud
Lunéville-Sud is een voormalig kanton van het Franse departement Meurthe-et-Moselle. Het kanton maakte deel uit van het arrondissement Lunéville totdat het kanton werd opgeheven en de gemeenten werden verdeeld over de op diezelfde dag opgerichte kantons Lunéville-1, -2 en het al bestaande kanton Baccarat.

## Gemeenten
Het kanton Lunéville-Sud omvatte de volgende gemeenten:
- Bénaménil
- Chanteheux
- Chenevières
- Crion
- Croismare
- Hénaménil
- Hériménil
- Jolivet
- Laneuveville-aux-Bois
- Laronxe
- Lunéville (deels, hoofdplaats)
- Manonviller
- Marainviller
- Moncel-lès-Lunéville
- Saint-Clément
- Sionviller
- Thiébauménil